# Василенко, Валентина Семёновна
Валенти́на Семёновна Василе́нко (Весельчако́ва) (14 ноября 1913 — 19 февраля 2001) — советский художник-постановщик мультипликационных фильмов.

## Биография
Родилась 14 ноября 1913 года или 14 ноября 1918 года на станции Моньки в Западной Белоруссии.
В 1932—1934 годах работала химиком-лаборантом в МХТИ им. Д. И. Менделеева.
В 1934—1939 годах училась в Московском художественном училище имени М. И. Калинина.
В 1938—1939 годах работала художником-оформителем в артели «Промхудожник».
В 1939—1948 годах (с перерывом) училась на художественном факультете ВГИКа у Ф. С. Богородского, Ю. И. Пименова. Тема дипломной работы — эскизы оформления фильма «Морозко» по сказке В. Ф. Одоевского (руководитель В. И. Петров).
В 1943 году работала художником в артели при Московском парке культуры и отдыха им. Сталина.
В 1952—1970 годах (по другим данным, с 1948 года) работала художником-постановщиком на киностудии «Союзмультфильм». Сотрудничала с режиссёрами Борисом Дёжкиным, Михаилом Каменецким, Анатолием Карановичем, Мстиславом Пащенко, Иваном Уфимцевым и другими.
Умерла 19 февраля 2001 года.

## Фильмография
| Год  | Название мультфильма                                    | Роль                             |
| ---- | ------------------------------------------------------- | -------------------------------- |
| 1950 | «Чудо-мельница»                                         | Ассистент художника-постановщика |
| 1951 | «Лесные путешественники»                                | Ассистент художника-постановщика |
| 1951 | «Сердце храбреца»                                       | Художник-постановщик             |
| 1952 | «Валидуб»                                               | Ассистент художника-постановщика |
| 1953 | «Непослушный котёнок»                                   | Художник-постановщик             |
| 1954 | «Козёл-музыкант»                                        | Художник-постановщик             |
| 1955 | «Необыкновенный матч»                                   | Художник-постановщик             |
| 1956 | «Старые знакомые»                                       | Художник-постановщик             |
| 1957 | «В одной столовой»                                      | Художник-постановщик             |
| 1958 | «На перекрёстке»                                        | Художник-постановщик             |
| 1959 | «Влюблённое облако»                                     | Художник                         |
| 1960 | «Петя-Петушок»                                          | Художник-постановщик             |
| 1960 | «Прочти и катай в Париж и Китай»                        | Художник                         |
| 1962 | «Баня»                                                  | Второй художник                  |
| 1963 | «Мистер Твистер»                                        | Художник                         |
| 1964 | «Страна Оркестрия»                                      | Художник-постановщик             |
| 1965 | «Странички календаря»                                   | Художник-постановщик             |
| 1965 | «Чьи в лесу шишки?»                                     | Художник                         |
| 1966 | «Автомобиль, любовь и горчица»                          | Художник                         |
| 1966 | «Сыр» (заказ «Росторгрекламы»)                          | Художник-постановщик             |
| 1967 | «Легенда о Григе»                                       | Художник                         |
| 1967 | «Ну и Рыжик!»                                           | Художник-постановщик             |
| 1967 | «Почему он ушёл?» (заказ «Лифтремонта»)                 | Художник-постановщик             |
| 1968 | «Соперники»                                             | Ассистент художника              |
| 1969 | «Жадный Кузя»                                           | Художник-постановщик             |
| 1970 | «Самый главный»                                         | Художник-постановщик             |
| 1975 | «Спецподготовка» (в киножурнале «Фитиль», выпуск № 162) | Художник-постановщик             |

## Рецензии, отзывы, критика
По воспоминаниям Евгения Мигунова, опубликованным в 2001 году в журнале «Кинограф», в процессе съёмок фильма «Лесные путешественники», он решил применить новаторскую по тем временам технологию — использование масляных красок при изготовлении фонов, поручив решение этой задачи двум своим ассистенткам — Валентине Весельчаковой и Валентине Нечаевой. Мстислав Пащенко, в своей работе «Непослушный котёнок», пригласив ассистентку Мигунова Валю Весельчакову, воспользовался её знанием секретов использования в мультипликации масляной живописи и применил найденное ею стилистически-декоративное решение, произведшее ранее фурор в картине «Лесные путешественники».
Георгий Бородин в 2002 году в предисловии к статье «О, об и про…» Евгения Мигунова, опубликованной в 56 выпуске журнала «Киноведческие записки», называл позорным отсутствие хоть каких-либо откликов в прессе на смерть пятерых известных мультипликаторов, включая Валентину Василенко.
По воспоминаниям Ланы Азарх, опубликованным в журнале «Искусство кино» в 2010 году, работавшая на студии «Союзмультфильм» в группе Мстислава Пащенко выпускница ВГИКа Валя Весельчакова носила прозвище «Пёрышко». Её художественные работы были слишком натуралистичны и, поэтому, мало совпадали с нарочито условными гротескными типажами Дёжкина, в связи с чем, в фильмах она делала только фоны. Сама по себе Весельчакова была худеньким безобиднейшим существом неопределённого возраста. Её маленькое личико всегда блестело от крема, на голове постоянно была какая-то кисея. Её одежда всегда была украшена кружавчиками, блёстками, бахромой и обязательно производила фурор в Доме кино. «Все в зале поворачивались, а некоторые даже вставали, чтобы лучше её рассмотреть». Якобы, ушла со студии, не выдержав переживаний, вызванных смертью Мстислава Пащенко.